# Xuxa
María da Graça Meneghel coneguda pel pseudònim de Xuxa (nascuda el 27 de març de 1963 a Santa Rosa, Rio Grande do Sul) és una model, presentadora de televisió, cantant i actriu brasilera. Va ser coneguda gràcies al programa infantil Xou da Xuxa (1986-1992), de TV Globo, i després va animar-ne d'altres en castellà i anglès. En anys posteriors ha treballat per la cadena de televisió SBT.
El 1992 Xuxa arriba a Espanya contractada per Telecinco, on ja participava en programes de televisió i entrevistes. El 1992 el seu èxit va créixer, i començà el programa Xuxa Park, que s'emetia per Telecinco i assolí alts índexs d'audiència; el programa durà quasi 2 anys.

## Nota biogràfica
Xuxa és d'ascendència italiana de la localitat de Imer, en la província autònoma de Trent. En el 2013 va tenir la nacionalitat italiana reconeguda. Va créixer al barri de Bento Ribeiro, a Rio de Janeiro.
El 1979, abans de saltar a la fama, va protagonitzar la pel·lícula de caràcter eròtic Amor, estranho amor.
Va ésser parella del futbolista Pelé, qui va promocionar la seva carrera. Es van conèixer el novembre de 1980, quan ella va posar per a la revista Manchete Magazine, i van posar fi a la seva relació el 1986.

## Discografia oficial

### Discografia brasilera
- 1983 - Clube Xuxa e da Criança.
- 1985 - seus amigos.
- 1986 - Xou da Xuxa. (2 600 000 unitats venudes) 2x disc de diamant
- 1987 - Xegundo Xou da Xuxa. (2 700 000) 2x diamant
- 1987 - Karaokê da Xuxa. (500 000) 2x disc de platí
- 1988 - Xou da Xuxa 3. (3 300 000) 3x diamant
- 1989 - 4º Xou da Xuxa. (2 500 000) 2x diamant
- 1990 - Xuxa 5. (1 500 000) diamant
- 1991 - Xou da Xuxa 6. (800 000) 3x platí
- 1992 - Xou da Xuxa 7. (900 000) 3x platí
- 1993 - Xuxa. (200 000) oro
- 1994 - Sexto Sentido. (1 100 000) diamant 1x
- 1995 - Luz no meu Caminho. (800 000) 3x platí
- 1996 - Xuxa 10 Anos. (500 000) platino 2x
- 1996 - Tô de bem com a vida. (600 000) 2x platí
- 1996 - Xuxa Hit's vol.2. (300 000) platí 1x
- 1997 - Boas Notícias (400 000) platí
- 1997 - Arraiá da Xuxa. (100 000) disc d'or
- 1998 - Só faltava você. (250 000) platí 1x
- 1999 - Xuxa 2000. (200 000) or
- 2000 - Xuxa só para Baixinhos. (1 200 000) diamant
- 2001 - Xuxa só para Baixinhos 2. (1 200 000) diamant
- 2002 - Xuxa só para Baixinhos 3. (1 000 000) diamant 1x
- 2003 - Xuxa só para Baixinhos 4. (800 000) diamant 1x
- 2004 - Xuxa só para Baixinhos 5 - Xuxa Circo. (800 000) diamant 1x
- 2005 - Xuxa só para Baixinhos 6 - Xuxa Festa (500 000) diamant
- 2005 - Xuxa Só Para Baixinhos 7 Arxivat 2008-05-21 a Wayback Machine.
- 2008 - Xuxa só para Baixinhos 8 - XSPB 8

### Discografia internacional
- 1990 - Xuxa. (2 750 000) doble diamant
- 1991 - Xuxa 2. (2 750 000)doble diamant
- 1992 - Xuxa 3. (500 000) 2x platí
- 1993 - Todos sus éxitos. (580 000) 2x platí
- 1994 - El pequeño mundo. (300 000) platí
- 1996 - Xuxa Dance. (300.000) platí
- 1999 - El mundo es de los dos. (150 000) or
- 2005 - Xuxa solamente para bajitos. (200 000) or

## Filmografia
- 1982 - Aluga-se Moças
- 1982 - Fuscão Preto (drama adult)
- 1982 - Amor, estranho amor (drama adult)
- 1983 - Os Trapalhões e o Mágico de Orós - 2 457 156 espectadors
- 1984 - Os Trapalhões e a Arca de Noé - 2 850 000 espectadors
- 1985 - Os Trapalhões e o Reino da Fantasia - 1 728 712 espectadors
- 1988 - Super Xuxa Contra Baixo Astral - 4 500 000 espectadors
- 1989 - A Princesa Xuxa e os Trapalhões - 4 310 085 espectadors
- 1990 - Lua de Cristal - 5 000 000 espectadors
- 1990 - O Mistério de Robbin Hood - 1 800 000 espectadors
- 1990 - Sonho de Verão - 1 458 373 espectadors
- 1990 - Gaúcho Negro - 535 000 espectadores (només narració)
- 1999 - Xuxa Requebra - 2 100 000 espectadors
- 2000 - Xuxa Popstar - 2 400 000 espectadors
- 2001 - Xuxa e os Duendes - 2 700 000 espectadors
- 2002 - Xuxa e os Duendes 2 : No Caminho das Fadas - 2 300 000 espectadors
- 2003 - Xuxa Abracadabra - 2 200 000 espectadors
- 2004 - Xuxa e o Tesouro da Cidade Perdida - 1 700 000 espectadors
- 2005 - Xuxinha e Guto: Contra os Monstros do Espaço - 500 000 espectadors
- 2006 - Xuxa Gêmeas